# Malchower See (Berlin)
Der Malchower See befindet sich am nordöstlichen Stadtrand Berlins im Bezirk Lichtenberg, im Ortsteil Malchow, südlich der Malchower Aue.

## Allgemeines

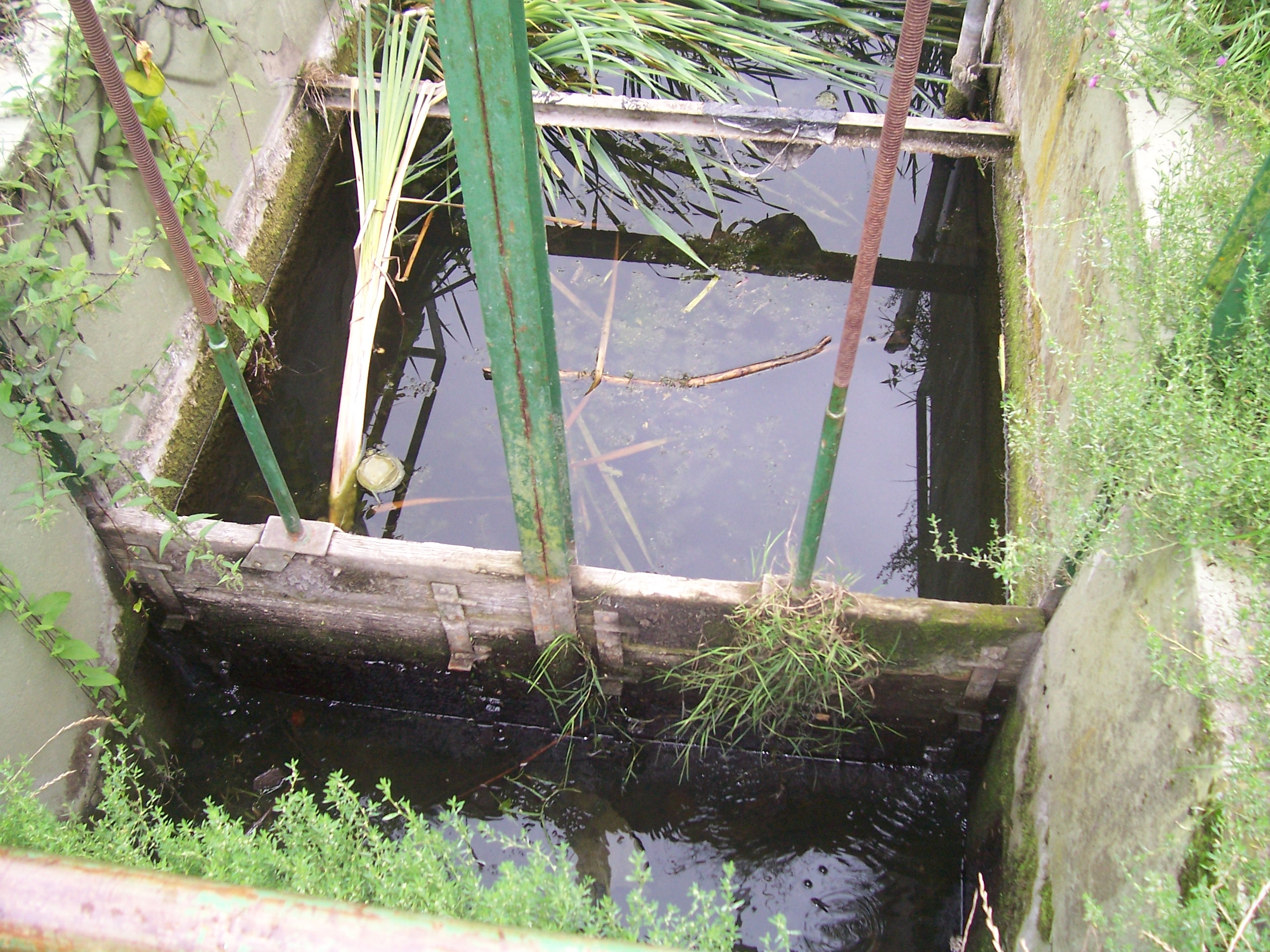
Wehr am Fließgraben des Malchower Sees

Die Wasserfläche des Malchower Sees hat eine Größe von 74.318 m², der gesamte Wasserkörper besitzt ein Volumen von 226.555 m³ und die durchschnittliche Tiefe beträgt 3,05 m, wobei die größte Tiefe des Sees 6,46 m beträgt. Der Gesamtumfang der Uferlinie des Malchower Sees beträgt 1.228 m. Gespeist wird der Malchower See neben dem Niederschlagswasser aus der Malchower Aue über den Malchower Dorfgraben. Der Abfluss des Wassers erfolgt über den Malchower Fließgraben im Südwesten des Sees in die Panke.
Der Hechtgraben führt Wasser dem See aus Osten zu. Der Graben trennt die Lichtenberger Ortsteile Malchow und Neu-Hohenschönhausen.
Das Gebiet um den Malchower See weist eine landschaftlich starke Strukturierung auf, was häufig auf den Einfluss des Menschen zurückzuführen ist. So befindet sich im Südosten ein angelegter Park mit Rasenflächen, der als Naherholungsgebiet von der Bevölkerung genutzt wird. Im südlichen Bereich befindet sich ein kleineres Waldstück mit Bewuchs durch Eschen, Ahorn und Pappeln. Der westliche Bereich des Sees weist einen starken Bewuchs mit Röhricht auf, an den sich eine als frühere Rinderweide genutzte Wiese anschließt. Im Norden des Sees findet man die Bruchwaldzone mit einer Vielzahl abgestorbener Bäume. Auch das östliche Seeufer ist mit einem schmalen Röhrichtgürtel bewachsen.
Der Malchower See ist ein Angelgewässer, aber kein Badesee. Das Baden ist verboten worden, damit die Grün- und Erholungsanlage sowie der Röhrichtgürtel, der seltenen Wasservögeln Nistmöglichkeiten bietet, nicht gefährdet werden.

## Entstehung und Geschichte

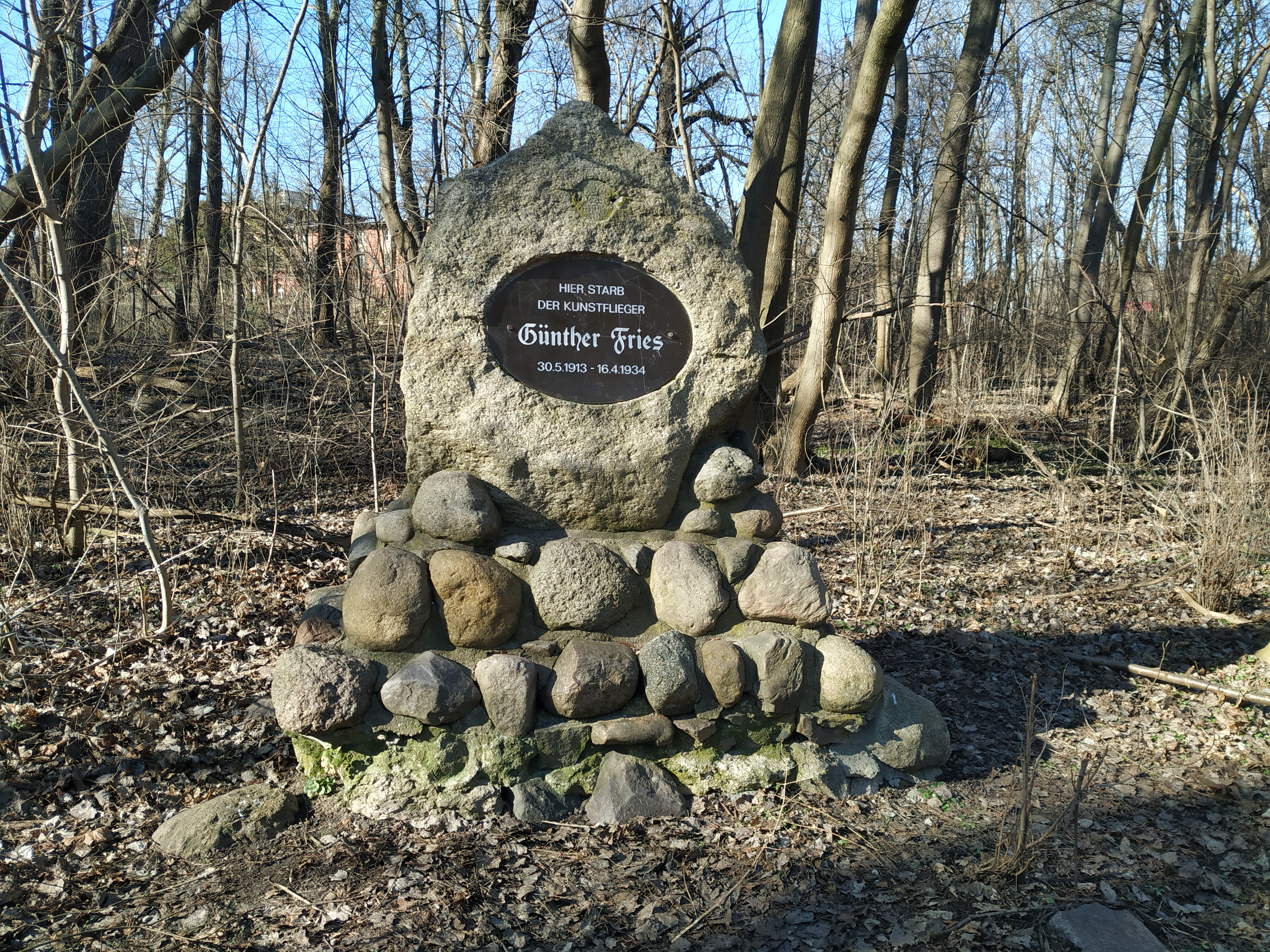
Gedenkstein des über dem Malchower See abgestürztem Kunstfliegers Günther Fries am nordwestlichen Seeufer

Die Entstehung des Malchower Sees vollzog sich in der Weichseleiszeit vor etwa 25.000 bis 16.000 Jahren. Der weiteste Vorstoß der Gletscher mit der maximalen Eisrandlage etwa 50 km südlich von Berlin, die als Brandenburger Stadium bezeichnet wird, veränderte die Oberflächenmorphologie der Barnimplatte. Das bedeutet, dass Material teilweise abgelagert und teilweise erodiert wurde. So entstand eine Vertiefung in der Jungmoräne, die mit Eis gefüllt wurde. Beim Rückzug des Eises blieb in der Vertiefung ein Toteisblock zurück, der nach dem Abtauen den Wasserkörper bildete.
Vom 19. bis zur Mitte des 20. Jahrhunderts wurden die Gebiete rund um den Malchower See als Rieselfelder für die Abwässer Berlins genutzt. 1953 kam es mit der Gründung der LPG Wartenberg zur Einleitung von Abwässern. Aus diesem Grund wurde Ende der 1980er Jahre mithilfe eines Schwimmbaggers die Faulschlammschicht am Grund des Sees entfernt. Später erhielt der Hechtgraben ein neues Bett, um einen weiteren Schadstoffeintrag zu verhindern. Dies hatte jedoch zur Folge, dass der Wasserpegel sank, weshalb am Fließgraben ein Wehr zur Stauung des Wassers errichtet wurde.

## Tierbestände

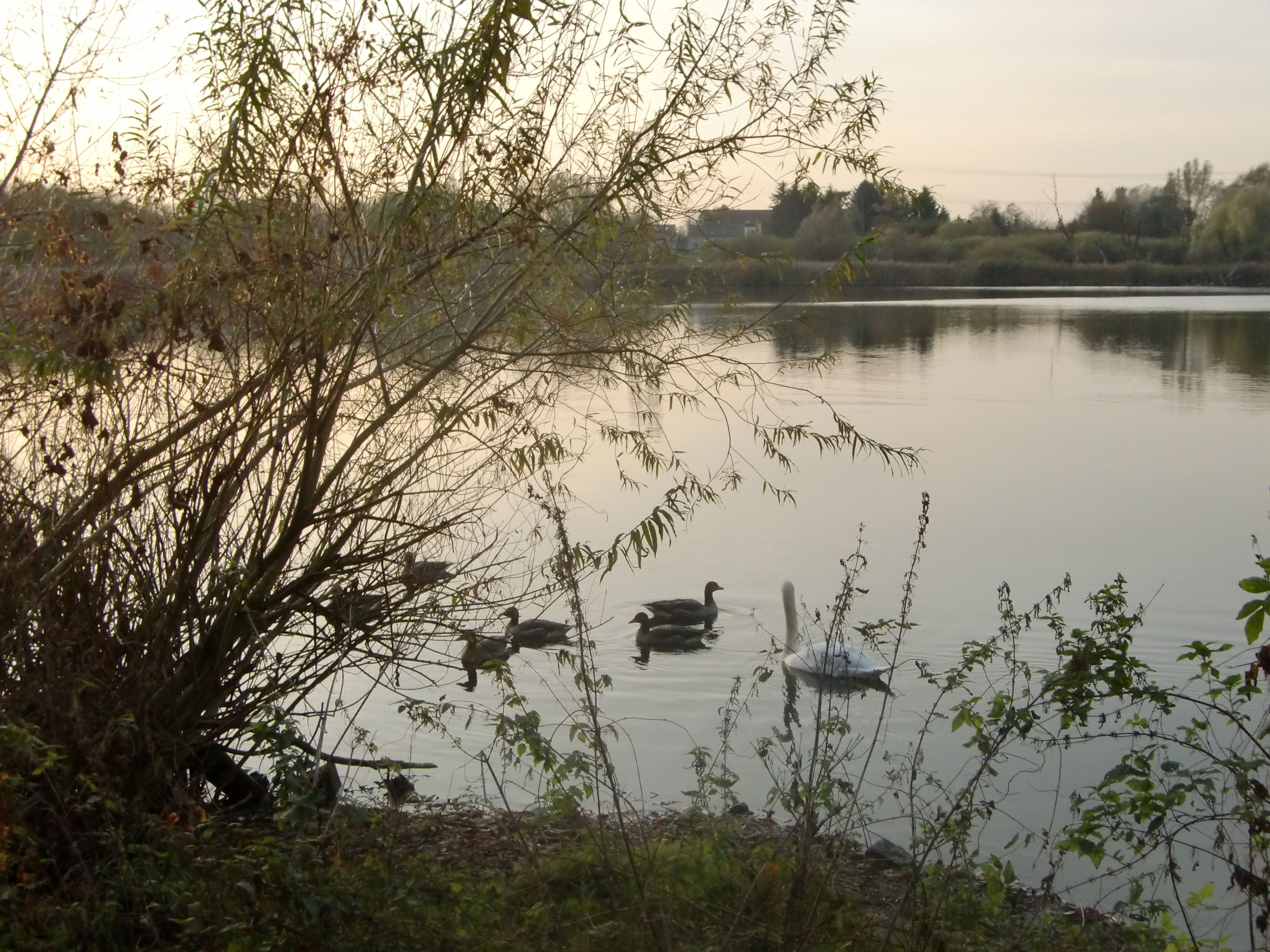
Entenfamilie und Schwan auf dem See

Das Feuchtgebiet am Malchower See ist ein wichtiger Lebensraum für Amphibien (Kröten, Frösche), die insbesondere im nördlichen Bereich aufgrund der eingeschränkten Zugänglichkeit für Menschen anzutreffen sind. Des Weiteren gibt es zahlreiche Wasservögel wie Stockenten, Schwäne, Haubentaucher, Teichrallen, die im Gebiet des Malchower Sees leben und brüten. Als Brutraum dienen vorrangig die Röhrichtbestände. Außerdem ist der See Lebensraum für Fischarten wie Barsche, Karpfen, Hechte, Zander, Wels, Aale und Schleien.
Etwa seit dem Winter 2005/2006 haben sich am Malchower See zwei Nutrias angesiedelt, die sich vor allem durch die Fütterung der Anwohner erfolgreich fortpflanzen konnten. Seit einigen Jahren lebt am Malchower See außerdem eine Rotwangen-Schmuckschildkröte, die vermutlich aus Privatbesitz stammt und ausgesetzt wurde.